# Jörgen Ragnarsson
Jörgen Ragnarsson (Åtvidaberg, 19 de maio de 1954) é um velejador sueco, medalhista olímpico. Ele competiu nos Jogos Olímpicos de Verão de 1980 na classe Tornado e conquistou a medalha de bronze, ao lado de Göran Marström.